# Тасманийская шипоклювка
Тасманийская шипоклювка (лат. Acanthiza ewingii) — вид воробьинообразных птиц из семейства шипоклювковых (Acanthizidae). Распространена на острове Тасмания и на островах в Бассовом проливе. Она довольно часто встречается в холодных и влажных местах своего ареала; обитает во влажных лесах и в местностях поросших кустарником. Птица длиной до 10 см.